# St. Johann Baptist (Piesenkofen)

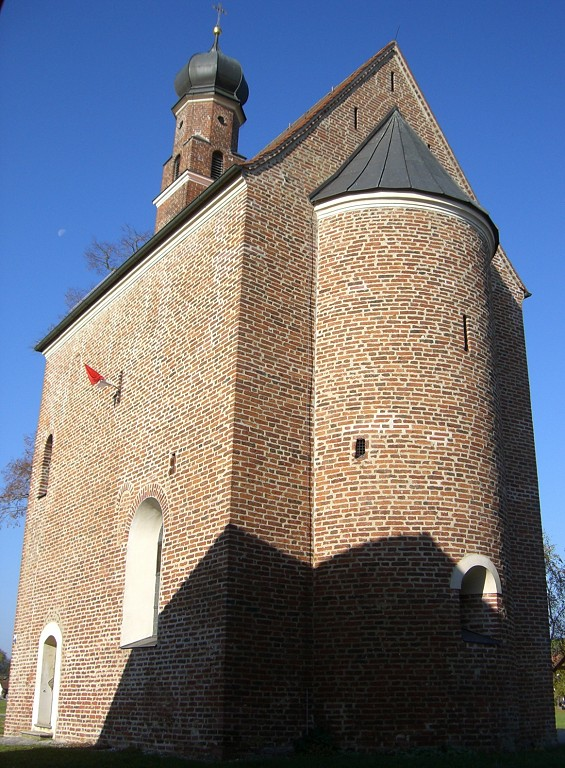
St. Johann Baptist in Piesenkofen

Die römisch-katholische Kirche St. Johannes Baptist (auch St. Johannes der Täufer) steht in Piesenkofen, einem Gemeindeteil von Egglkofen im oberbayerischen Landkreis Mühldorf am Inn. Die einstige Wehrkirche ist in der Liste der Baudenkmäler in Egglkofen als Baudenkmal unter der Nr. D-1-83-115-22 eingetragen. Sie gehört zur regionalen Bauform der romanischen Landkirchen mit profanem Obergeschoss. Die Kirche ist eine Filialkirche der Pfarrei Mariä Himmelfahrt Egglkofen im Dekanat Landshut des Bistums Regensburg.

## Beschreibung
Das romanische Backsteingebäude wurde als kombinierter Sakral- und Wehrbau mit drei Geschossen Ende des 12./Anfang des 13. Jahrhunderts errichtet. Es besteht aus dem Langhaus und der halbrunden, dreigeschossigen Apsis im Osten. Die Decke zum ersten Obergeschoss des Langhauses fehlt, und das zweite Obergeschoss wurde 1666 zum Teil abgetragen. Die Kirche erhielt damals ein neues Dach und einen mit einer Zwiebelhaube bedeckten Dachreiter, der 1901  erneuert wurde.